# ييغور بوريسوف
ييغور برويسوف (بالروسية: Егор Борисов)، من مواليد 15 أغسطس 1954، سياسي روسي من عرقية ياقوت، تولى ييغور بمنصب المستشار لحكومة جمهورية ساخا الذاتية الحُكم، من عام 2010 إلى عام 2018، وعمل رئيس الوزراء من سنة 2003 لسنة 2010.

## عقوبات غربية
فرضت بريطانيا عقوبات على السياسي الروسي ييغور بوريسوف عام 2022، وذلك ما يتعلق بالعملية العسكرية الروسية في أوكرانيا.